# 볼리비아투코투코
볼리비아투코투코(Ctenomys boliviensis)는 투코투코과에 속하는 설치류의 일종이다. 아르헨티나와 볼리비아 그리고 파라과이에서 발견된다.